# Aulacigaster pappi
Aulacigaster pappi är en tvåvingeart som beskrevs av Kassebeer 2001. Enligt Catalogue of Life ingår Aulacigaster pappi i släktet Aulacigaster och familjen Aulacigastridae, men enligt Dyntaxa är tillhörigheten istället släktet Aulacigaster och familjen almsavflugor.
Artens utbredningsområde är Tyskland. Arten är reproducerande i Sverige. Inga underarter finns listade i Catalogue of Life.